# Пояна-де-Сус
Пояна-де-Сус (рум. Poiana de Sus) — село у повіті Ясси в Румунії. Входить до складу комуни Цибана.
Село розташоване на відстані 301 км на північ від Бухареста, 26 км на південний захід від Ясс.

## Населення
За даними перепису населення 2002 року у селі проживали 505 осіб, усі — румуни. Усі жителі села рідною мовою назвали румунську.